# Monticello d'Alba
Monticello d'Alba é uma comuna italiana da região do Piemonte, província de Cuneo, com cerca de 1.909 habitantes. Estende-se por uma área de 10 km², tendo uma densidade populacional de 191 hab/km². Faz fronteira com Alba, Corneliano d'Alba, Pocapaglia, Roddi, Santa Vittoria d'Alba, Sommariva Perno.

## Demografia
| Variação demográfica do município entre 1861 e 2011                               |
|                                                                                   |
| Fonte: Istituto Nazionale di Statistica (ISTAT) - Elaboração gráfica da Wikipedia |